# Pont des Dieux (géologie)
Le Pont des Dieux (Bridge of the Gods) est un barrage naturel formé par le glissement de terrain de Bonneville (Bonneville Slide), au nord-ouest des États-Unis. D'une hauteur de 60 mètres, il a barré le fleuve Columbia, puis a disparu sous l'effet de l'érosion, à une date indéterminée. Cet événement est à  l'origine de légendes amérindiennes que des études géologiques ont permis de rattacher à ce phénomène bien réel.

## Origine géologique
La date du glissement de terrain de Bonneville est encore à sujet à débat parmi les scientifiques. Les premiers travaux basés sur la dendrochronologie et la datation au carbone 14 suggèrent que le glissement s'est produit entre 1060 et 1180 ou entre 1250 et 1280. L'année 1100 est souvent citée. Des travaux plus récents utilisant la datation au carbone 14 et la lichénométrie suggèrent des dates comprises entre 1500 et 1760 ou entre 1670 et 1760. Certains chercheurs proposent une date vers 1450 tandis que d'autres penchent vers 1700. Si cette dernière était la date exacte, il pourrait y avoir alors un lien avec le tremblement de terre de Cascadia de 1700.

## Légendes amérindiennes
Les Amérindiens ont créé plusieurs légendes pour expliquer les phénomènes volcaniques de la région comme pour le volcan du mont Saint Helens. La plus célèbre est celle du « Pont des Dieux » issue de la  tribu des Klickitats. Dans ce récit, le chef de tous les dieux Tyhee Saghalie et ses deux fils Pahto (aussi nommé Klickitat) et Wy'east voyagèrent jusqu'à la région du fleuve Columbia en venant du nord, pour trouver un endroit où s'installer.
Ils arrivèrent à l'emplacement actuel de la localité de The Dalles et furent émerveillés par la beauté du paysage. Mais les enfants se querellèrent, chacun voulant s'installer au même endroit. Pour résoudre la dispute, le père tira deux flèches avec son arc puissant, une vers le nord et l'autre vers le sud. Pahto suivit la flèche du nord et Wy'east celle du sud. Saghalie construisit alors le Tanmahawis (Pont des Dieux) en travers du fleuve pour que sa famille puisse le traverser et se réunir plus facilement.
Lorsque les deux fils de Saghalie tombèrent amoureux de la même femme portant le nom de Loowit, celle-ci ne put choisir entre les deux. Les fils se battirent  pour obtenir son cœur, dans un combat qui détruisit les forêts et les villages. Toute la zone fut ainsi détruite et la terre trembla si fort que le pont tomba dans le fleuve Columbia.
Pour les punir, Saghalie les transforma en grandes montagnes. Wy'east devint le volcan Mont Hood et Pahto le volcan Mont Adams. Loowit fut transformée en mont Saint Helens qui est connu chez les Klickitats sous le nom de Louwala-Clough qui signifie « montagne fumante ».

## Homonymie
Un pont, construit en 1926 pour traverser le fleuve Columbia porte également le nom de pont des Dieux (Bridge of the Gods). Il relie les États américains de l'Oregon et de Washington.